# Chaffois
Chaffois est une commune française située dans le département du Doubs, la région culturelle et historique de Franche-Comté et la région administrative Bourgogne-Franche-Comté.

## Géographie

### Climat
Pour des articles plus généraux, voir Climat de la Bourgogne-Franche-Comté et Climat du Doubs.
En 2010, le climat de la commune est de type climat de montagne, selon une étude du Centre national de la recherche scientifique s'appuyant sur une série de données couvrant la période 1971-2000. En 2020, Météo-France publie une typologie des climats de la France métropolitaine dans laquelle la commune est exposée à un climat de montagne ou de marges de montagne et est dans la région climatique  Jura, caractérisée par une forte pluviométrie en toutes saisons (1 000 à 1 500 mm/an), des hivers rigoureux et un ensoleillement médiocre. 
Pour la période 1971-2000, la température annuelle moyenne est de 7 °C, avec une amplitude thermique annuelle de 16,1 °C. Le cumul annuel moyen de précipitations est de 1 546 mm, avec 12,9 jours de précipitations en janvier et 11,4 jours en juillet. Pour la période 1991-2020, la température moyenne annuelle observée sur la station météorologique de Météo-France la plus proche, « Pontarlier », sur la commune de Pontarlier à 7 km à vol d'oiseau, est de 8,8 °C et le cumul annuel moyen de précipitations est de 1 463,6 mm. 
La température maximale relevée sur cette station est de 38 °C, atteinte le 25 juillet 2019 ; la température minimale est de −32 °C, atteinte le 12 janvier 1987,,. 
Les paramètres climatiques de la commune ont été estimés pour le milieu du siècle (2041-2070) selon différents scénarios d'émission de gaz à effet de serre à partir des nouvelles projections climatiques de référence DRIAS-2020. Ils sont consultables sur un site dédié publié par Météo-France en novembre 2022.

## Urbanisme

### Typologie
Au 1er janvier 2024, Chaffois est catégorisée commune rurale à habitat dispersé, selon la nouvelle grille communale de densité à 7 niveaux définie par l'Insee en 2022.
Elle est située hors unité urbaine. Par ailleurs la commune fait partie de l'aire d'attraction de Pontarlier, dont elle est une commune de la couronne,. Cette aire, qui regroupe 54 communes, est catégorisée dans les aires de moins de 50 000 habitants,.

### Occupation des sols
L'occupation des sols de la commune, telle qu'elle ressort de la base de données européenne d’occupation biophysique des sols Corine Land Cover (CLC), est marquée par l'importance des territoires agricoles (65,9 % en 2018), une proportion identique à celle de 1990 (65,9 %). La répartition détaillée en 2018 est la suivante : 
prairies (54 %), forêts (20,1 %), zones humides intérieures (8,6 %), terres arables (6,9 %), zones agricoles hétérogènes (5,1 %), zones urbanisées (3,7 %), mines, décharges et chantiers (1,7 %). L'évolution de l’occupation des sols de la commune et de ses infrastructures peut être observée sur les différentes représentations cartographiques du territoire : la carte de Cassini (XVIIIe siècle), la carte d'état-major (1820-1866) et les cartes ou photos aériennes de l'IGN pour la période actuelle (1950 à aujourd'hui).

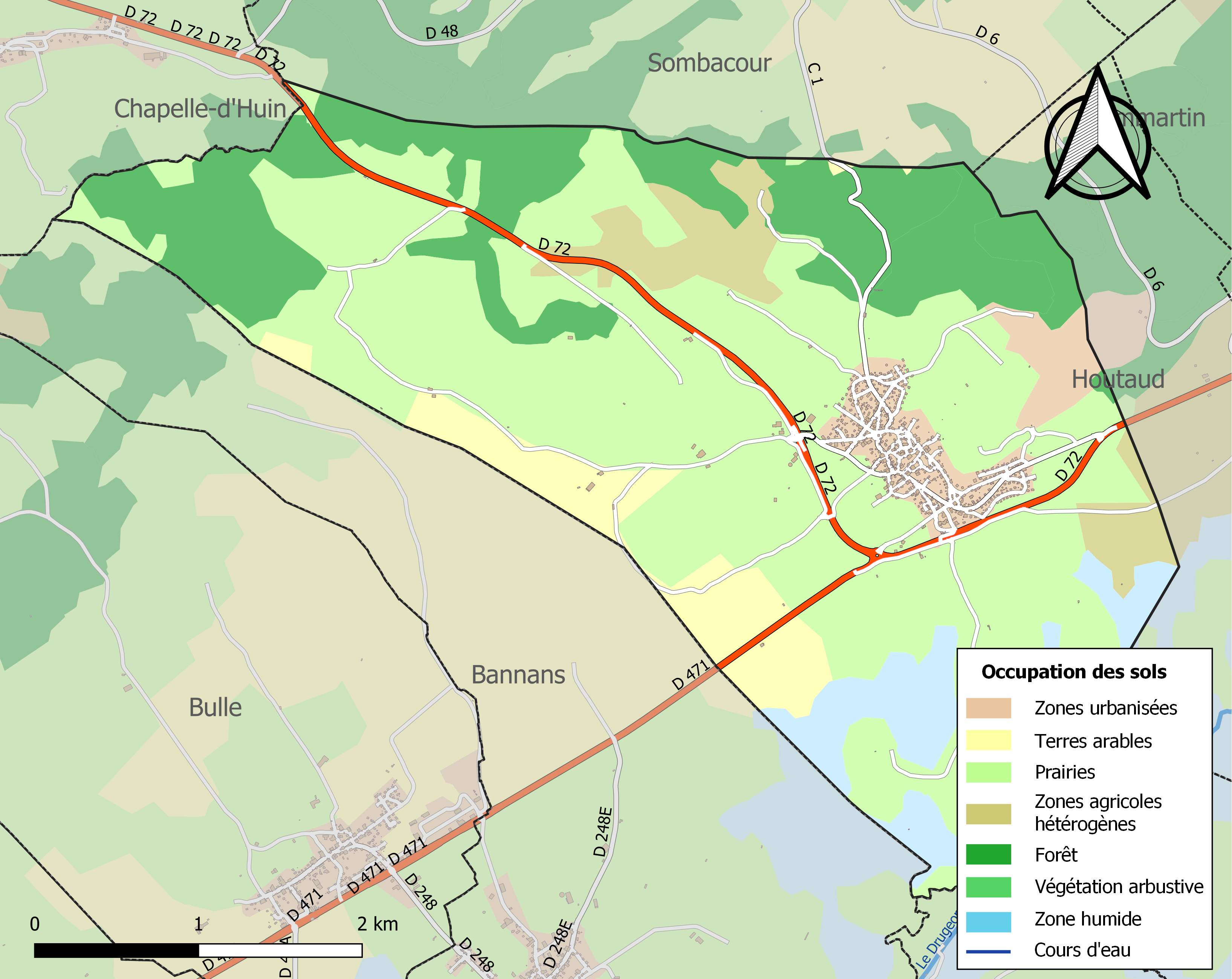
Carte des infrastructures et de l'occupation des sols de la commune en 2018 (CLC).

## Toponymie
Caffeiaco vers 1050 ; Chaid Fail au XIIe siècle ; Chaphai, Chapfay au XIIIe siècle ; Chafays en 1250 ; Chaffoi en 1258 ; Chafois en 1275 ; Chaffoy en 1289, et à la fin du XVe siècle.
Village du Haut-Doubs, il est situé à environ 850 mètres d'altitude, à environ 7 km à l'ouest de la ville de Pontarlier.

## Politique et administration
| Période                                  | Période  | Identité            | Étiquette | Qualité  |
| ---------------------------------------- | -------- | ------------------- | --------- | -------- |
| 1995                                     |          | Christian Vuittenez |           |          |
| mars 2001                                | 2008     | Claudette Gagnepain |           |          |
| mars 2008                                | mai 2020 | Raymond Perrin      | UMP-LR    | Retraité |
| mai 2020                                 | En cours | Nicolas Barbe       |           | Artisan  |
| Les données manquantes sont à compléter. |          |                     |           |          |

## Démographie
L'évolution du nombre d'habitants est connue à travers les recensements de la population effectués dans la commune depuis 1793. Pour les communes de moins de 10 000 habitants, une enquête de recensement portant sur toute la population est réalisée tous les cinq ans, les populations de référence des années intermédiaires étant quant à elles estimées par interpolation ou extrapolation. Pour la commune, le premier recensement exhaustif entrant dans le cadre du nouveau dispositif a été réalisé en 2007.

En 2022, la commune comptait 1 032 habitants, en évolution de +5,95 % par rapport à 2016 (Doubs : +1,88 %, France hors Mayotte : +2,11 %).
| 1793 | 1800 | 1806 | 1821 | 1831 | 1836 | 1841 | 1846 | 1851 |
| ---- | ---- | ---- | ---- | ---- | ---- | ---- | ---- | ---- |
| 585  | 645  | 690  | 613  | 711  | 731  | 730  | 736  | 725  |

| 1856 | 1861 | 1866 | 1872 | 1876 | 1881 | 1886 | 1891 | 1896 |
| ---- | ---- | ---- | ---- | ---- | ---- | ---- | ---- | ---- |
| 674  | 694  | 603  | 579  | 560  | 541  | 533  | 482  | 486  |

| 1901 | 1906 | 1911 | 1921 | 1926 | 1931 | 1936 | 1946 | 1954 |
| ---- | ---- | ---- | ---- | ---- | ---- | ---- | ---- | ---- |
| 470  | 491  | 503  | 501  | 490  | 471  | 427  | 412  | 409  |

| 1962 | 1968 | 1975 | 1982 | 1990 | 1999 | 2006 | 2007 | 2012 |
| ---- | ---- | ---- | ---- | ---- | ---- | ---- | ---- | ---- |
| 416  | 383  | 426  | 569  | 699  | 710  | 828  | 845  | 917  |

| 2017 | 2022  | - | - | - | - | - | - | - |
| ---- | ----- | - | - | - | - | - | - | - |
| 985  | 1 032 | - | - | - | - | - | - | - |

## Lieux et monuments
- L'église Notre-Dame-de-l’Assomption.
- La chapelle Notre-Dame-du-Mont. Il s'agit plutôt d'un oratoire  construit en 1946 au-dessus du château d'eau. La blanche statue de la Vierge est abritée par la flèche. Au-dessus on lit : POSUERUNT ME CUSTODEM : ils m'ont confié la garde[21].
- Le Gouffre de Jardel.

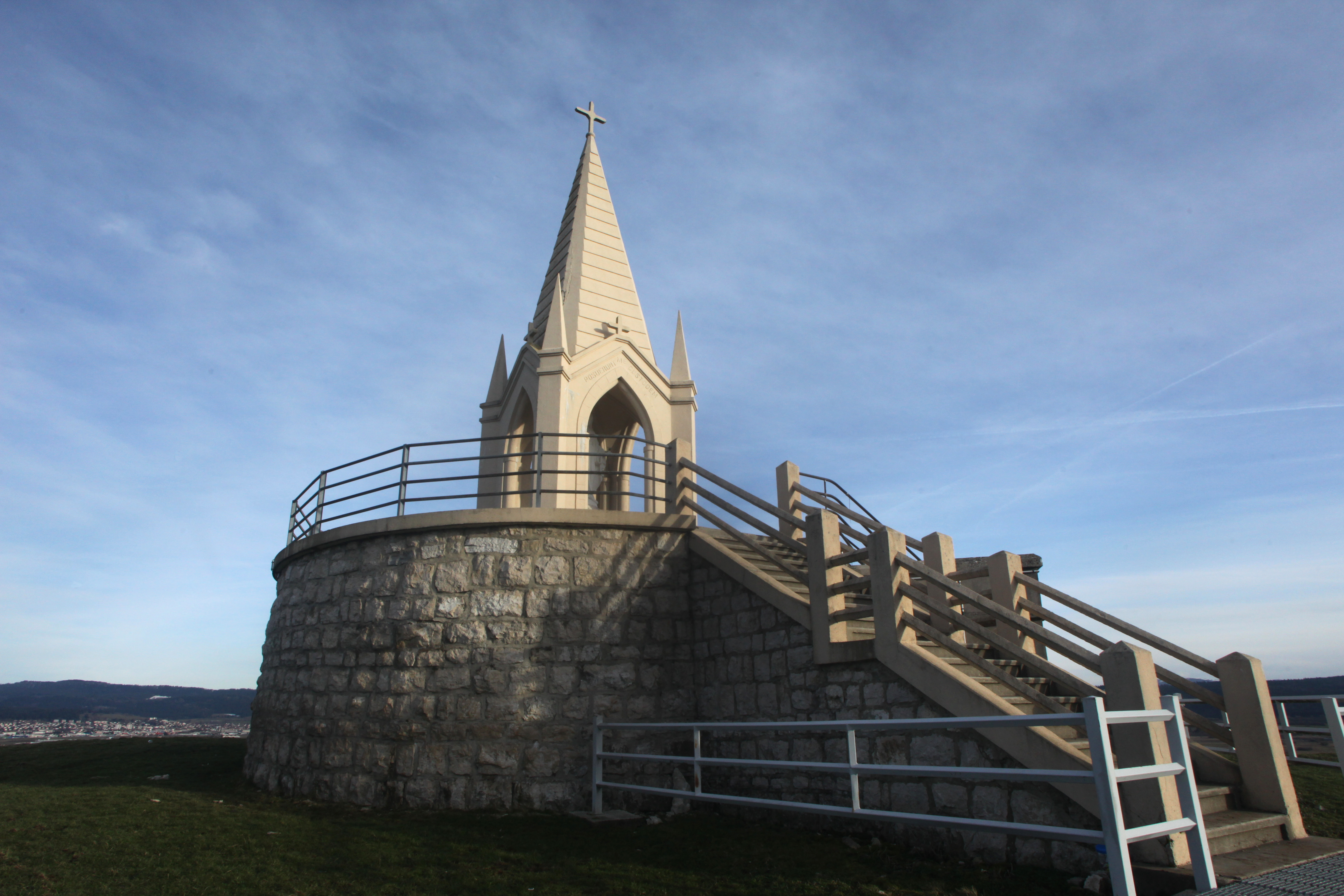
Chapelle Notre-Dame-du-Mont.
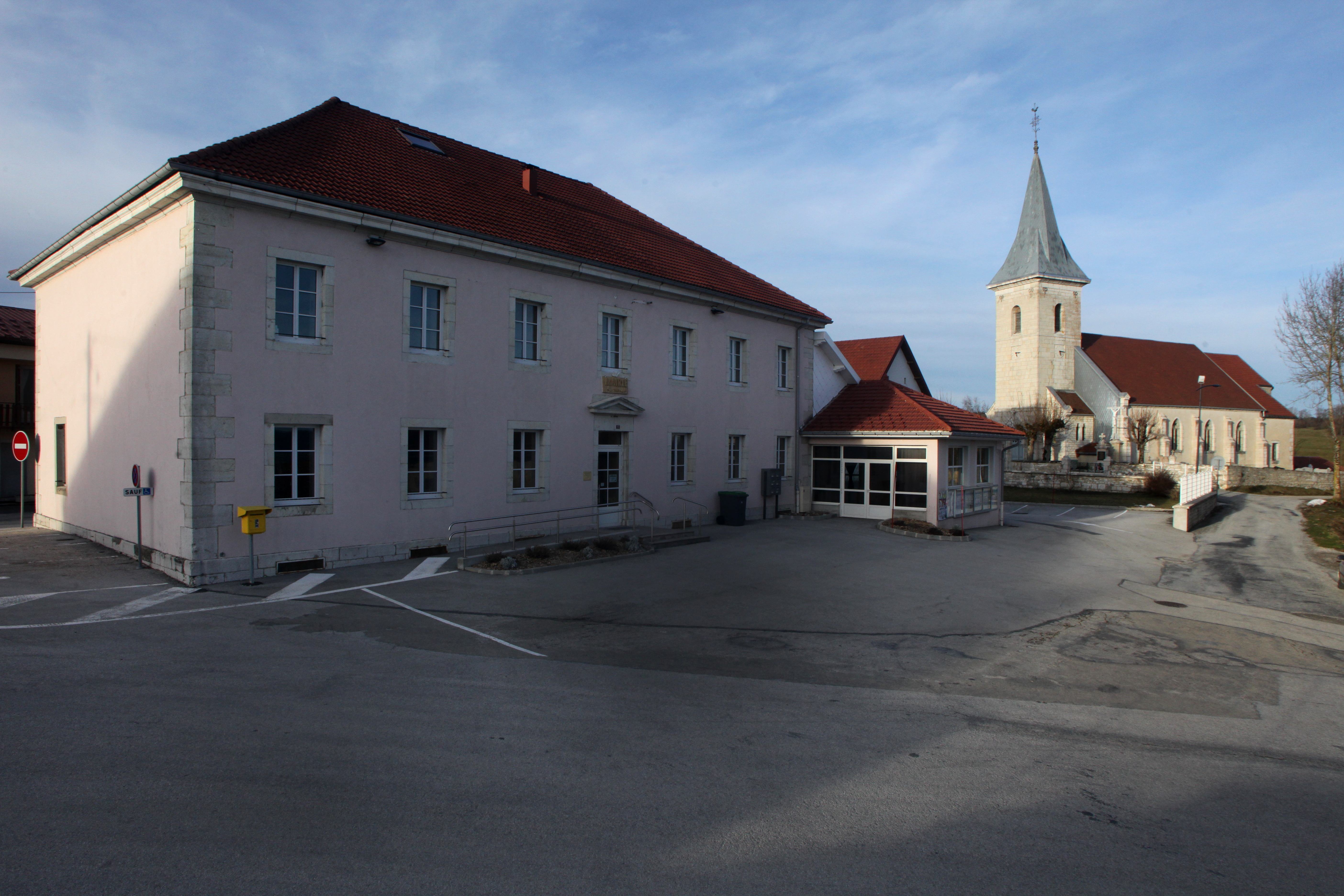
Mairie et église.
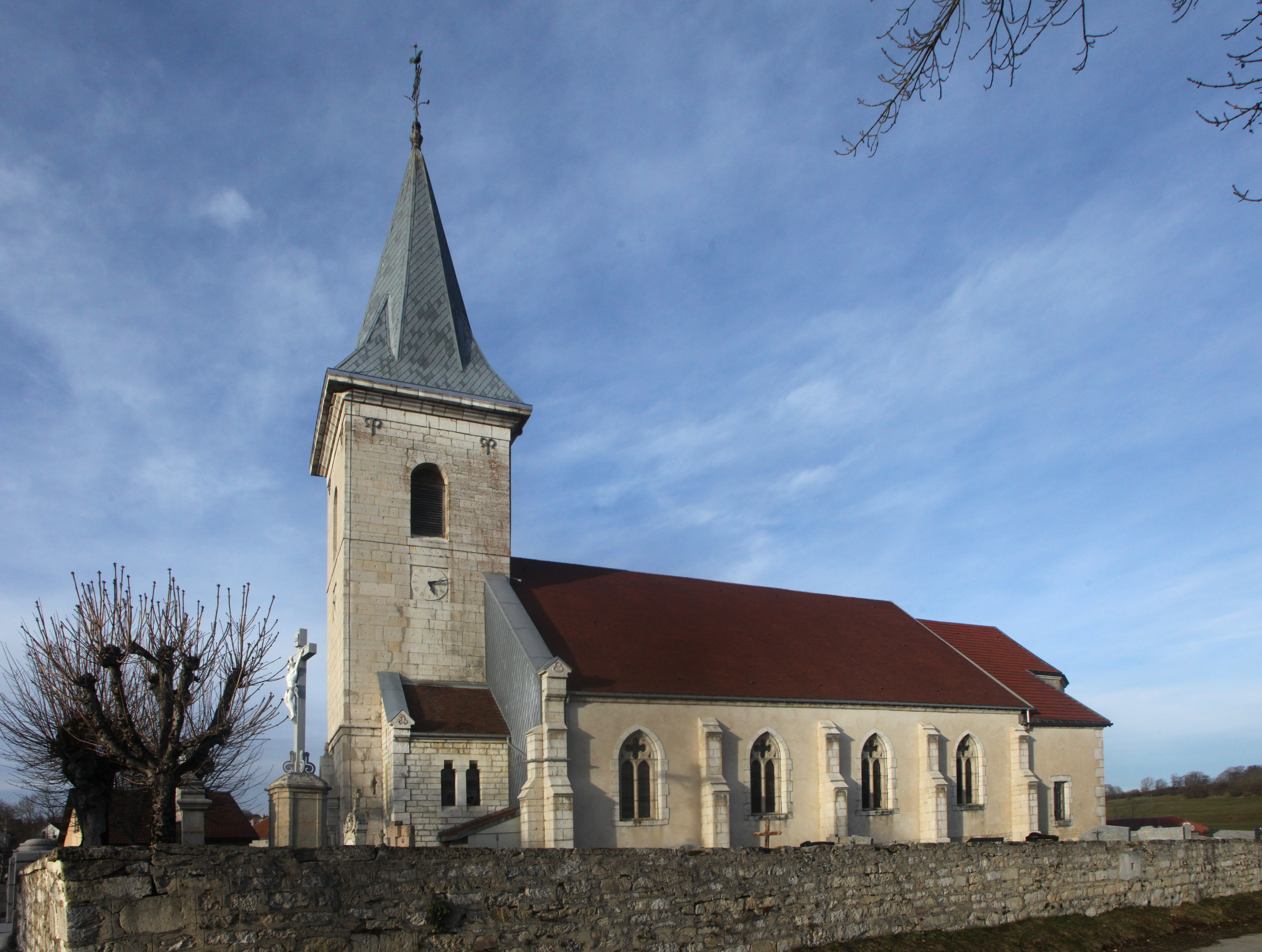
Église.
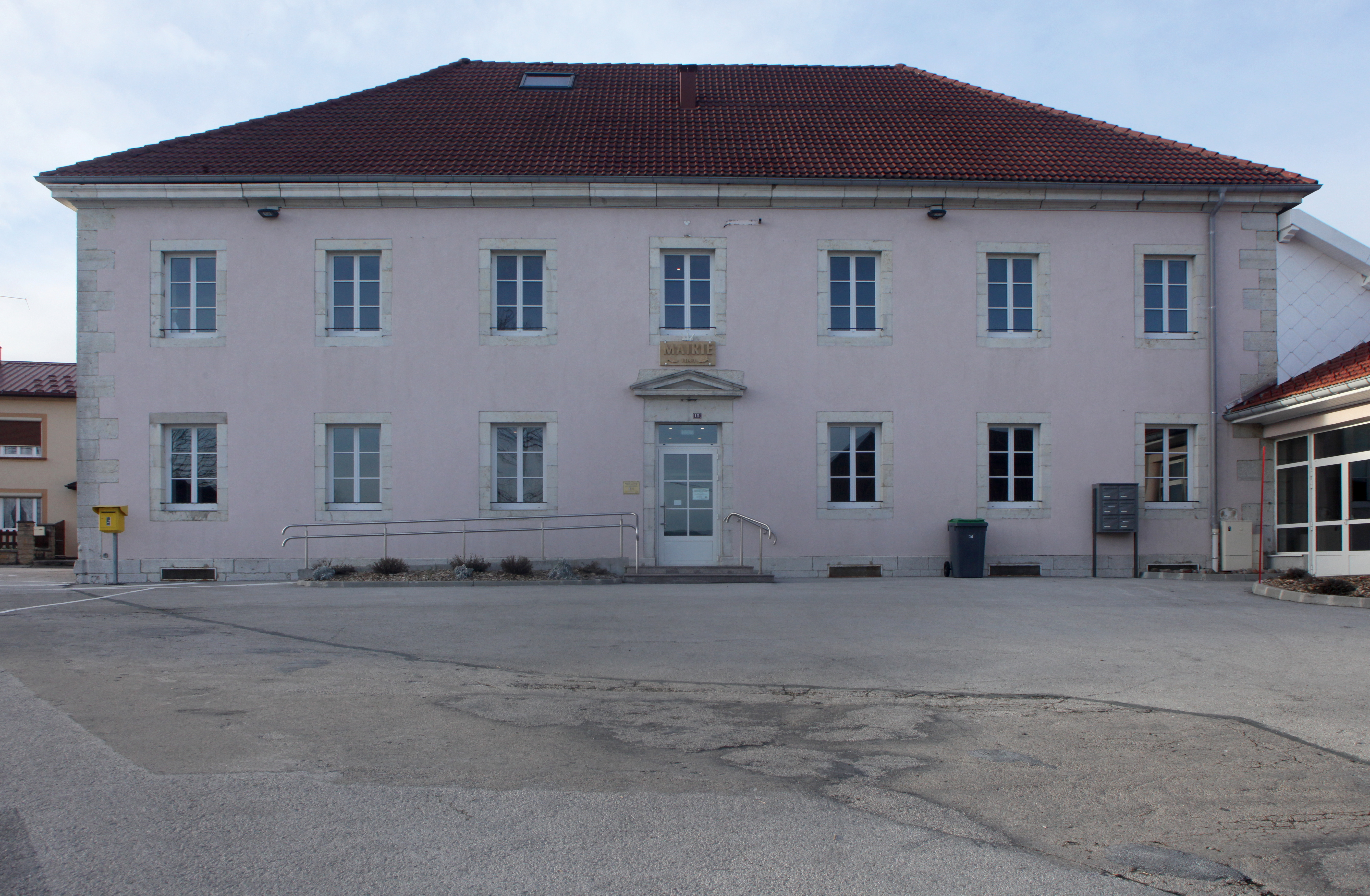
Mairie.

## Héraldique
| Blason de Chaffois | Blason  | Losangé d'or et d'azur à la fasce d'argent brochant sur le tout. |
| Blason de Chaffois | Détails | Le statut officiel du blason reste à déterminer.                 |